# Hans Schulz (Fußballspieler, 1922)
Hans Schulz (* 16. Oktober 1922)  ist bzw. war ein ehemaliger deutscher Fußballspieler, der zwischen 1952 und 1954 in der DDR-Oberliga, der höchsten Liga im DDR-Fußball, spielte.

## Sportliche Laufbahn
Der 30-jährige Hans Schulz bestritt in der Saison 1951/52 für die Betriebssportgemeinschaft (BSG) Motor Dessau seine ersten Oberligaspiele, kam jedoch erst in den letzten fünf Spielen zum Einsatz. Sein Debüt hatte er in der Begegnung Motor Dessau – BSG Motor Gera als Einwechselspieler für den Linksaußenstürmer Martin Neuholz. Dabei erzielte er beim 3:1-Sieg auch sein erstes Oberligator. Auch in den beiden folgenden Spielen wurde er nur eingewechselt, in den beiden letzten Oberligaspielen stand er jedoch als Stürmer jeweils für 90 Minuten auf dem Platz. In der Saison 1952/53 spielte Schulz nur in der Reservemannschaft. 1953/54 kehrte er vom 6. Spieltag an wieder in den Oberligakader zurück. Als Stürmer auf verschiedenen Positionen kam er in 20 Oberligaspielen zum Einsatz. Wieder schoss er beim ersten Einsatz ein Tor und kam bis zum Saisonabschluss auf fünf Treffer. Sein letztes Oberligaspiel beendete Hans Schulz in der 75. Minute nach einem Feldverweis. Es war zugleich die letzte Oberligasaison der BSG Motor Dessau, die in die DDR-Liga absteigen musste. Bis 1957 bestritt Schulz für die BSG Motor noch 70 DDR-Liga-Spiele, in denen er weitere sieben Tore erzielte. 1955 erreichte Motor Dessau die Oberliga-Aufstiegsrunde, scheiterte aber. Schulz wurden in allen vier Spielen eingesetzt.